# THE GLORY DAY
『THE GLORY DAY』（ザ・グローリー・デイ）は、MISIAの1枚目のミニアルバムである。発売元はBMG JAPAN。

## 概要
CDは初回限定盤のみ特殊パッケージ仕様、ポストカード封入。
MISIA曰く「シングルを出そうと思って製作していたら、良い曲ばっかりだったから全部まとめてアルバムにしちゃった」とのことで、急遽ミニ・アルバムになった。

## 収録曲
- CD

1. KEY OF LOVE 〜愛の行方〜 (5:56)
作詞：MISIA・佐々木潤、作曲・編曲：佐々木潤
CX系『続!ボキャブラ天国』テーマソング
2. THE GLORY DAY (8:35)
作詞：MISIA・MASH、作曲・編曲：鷺巣詩郎
1998J-WAVEクリスマスキャンペーンソング
3. MELODY (6:42)
作詞：MISIA、作曲・編曲：松井寛
4. INTO THE LIGHT (6:20) 
作詞：MISIA、作曲・編曲：松井寛
ケンウッド「ランページ」CMソング
第70回NHK紅白歌合戦において、紅組トリで出場した際に歌唱。
5. INTO THE LIGHT (GOMI'S BEAUTY & BEAST MIX) (10:30)
作詞：MISIA、作曲：松井寛、リミックス：KAZUHIKO GOMI
6. THE GLORY DAY (THE SPECIAL DAY MIX) (6:27)
作詞：MISIA・MASH、作曲：鷺巣詩郎、リミックス：鷺巣詩郎・MASH
7. KEY OF LOVE 〜愛の行方〜 (ACOUSTIC CRAB SOUL MIX) (5:48)
作詞：MISIA・佐々木潤、作曲・リミックス：佐々木潤

- 12インチアナログ盤

SIDE A
1. KEY OF LOVE 〜愛の行方〜
2. THE GLORY DAY

SIDE B
1. INTO THE LIGHT (ORIGINAL FULL MIX)
アナログ盤のみ収録。CDには間奏が一部カットされたものが収録されている。
2. INTO THE LIGHT (DAVID DUB MIX)
アナログ盤のみ収録。

SIDE C
1. KEY OF LOVE 〜愛の行方〜 (ACOUSTIC CRAB SOUL MIX)
2. THE GLORY DAY (THE SPECIAL DAY MIX)

SIDE D
1. INTO THE LIGHT (GOMI'S BEAUTY & BEAST MIX)